# El último asalto
El último asalto (Resurrecting the champ) es una película estadounidense de 2007, dirigida por Rod Lurie. Protagonizada por Samuel L. Jackson  y Josh Hartnett en los papeles principales.
El guion está basado en un artículo del periodista y escritor J.R. Moehringer, en el periódico Los Angeles Times Magazine, que trata de la vida y carrera del boxeador profesional Bob Satterfield.

## Sinopsis
Erik Kernan es un joven y ambicioso periodista deportivo del Denver Times, que lleva un apellido mítico en su gremio, pues su padre fue un popular locutor radiofónico del mundo del deporte. A sus treinta y pico años se encuentra en una encrucijada. Por un lado no está satisfecho en el trabajo, pues le encargan crónicas de muy escaso interés. Por otro lado está separado de su esposa, que trabaja en el mismo diario, y tiene un hijo pequeño que le idolatra, pero al que mantiene engañado acerca de la verdadera importancia de su tarea. Este panorama podría cambiar cuando conoce en la calle a un “sin techo”, antiguo boxeador, al que todo el mundo llama “Campeón”. Pues el tipo resulta ser Robert Satterfield, un púgil que estuvo en un tris de convertirse en alguien importante, y que combatió con nombres míticos como Rocky Marciano o Jake La Motta. Se trata del tema perfecto para un artículo que podría ayudar a rencauzar la vida profesional y familiar de Erik.

## Reparto
- Samuel L. Jackson- Champ
- Josh Hartnett - Erik Kernan
- Kathryn Morris - Joyce Kernan
- Dakota Goyo - Teddy Kernan
- Alan Alda - Ralph Metz
- Rachel Nichols - Polly
- Teri Hatcher - Andrea Flak
- Kristen Shaw - Perlmutter
- Nick Sandow - Rocky
- David Paymer - Whitley
- Harry J. Lennix - Robert "Bob" Satterfield Jr.
- Peter Coyote - Ike Epstein
- Ryan McDonald - Kenny
- Chris Ippolito - Jaws
- Justin S. Crowe - Reportero
- John Elway – él mismo
- Jake Plummer – él mismo